# Leonilde Iotti

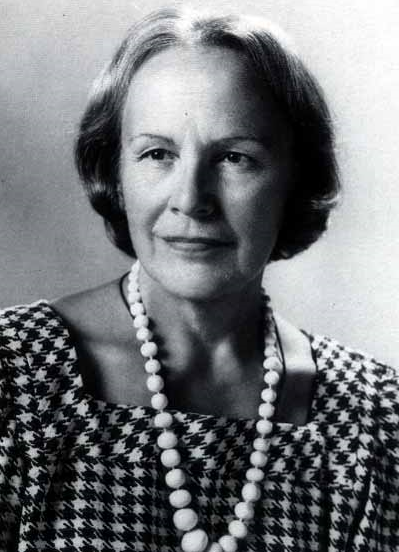
Nilde Iotti

Leonilde „Nilde“ Iotti (* 10. April 1920 in Reggio nell’Emilia, Italien; † 3. Dezember 1999 in Rom) war eine italienische Politikerin. Sie gehörte nach dem Zweiten Weltkrieg der Verfassunggebenden Versammlung sowie von 1948 bis zu ihrem Tod ununterbrochen der italienischen Abgeordnetenkammer an (13 Legislaturperioden), deren Präsidentin sie von 1979 bis 1992 war.

## Biografie
Nilde Iotti war die Tochter eines Eisenbahners und sozialistischen Gewerkschafters. Sie studierte an der Katholischen Universität Mailand Literatur, wo der spätere Ministerpräsident Amintore Fanfani einer ihrer Dozenten war. Nach ihrem Abschluss 1942 arbeitete sie als Lehrerin und trat der Frauenorganisation der Faschistischen Partei (PNF) bei. Nach dem Sturz Mussolinis und dem Waffenstillstand mit den Alliierten näherte sich Iotti den noch im Geheimen operierenden Kommunisten an und wurde im antifaschistischen Widerstand (Resistenza) aktiv. Nach Kriegsende wurde sie Vorsitzende der aus den Resistenza-Frauengruppen hervorgegangenen Unione donne italiane (UDI) in der Region Emilia-Romagna.
Iotti wurde 1946 als Kandidatin der Kommunistischen Partei Italiens (Partito Comunista Italiano, PCI) in die Assemblea Costituente, die Verfassunggebende Versammlung der Italienischen Republik gewählt. In der Versammlung gehörte sie dem sogenannten „Ausschuss der 75“ an, der für die Ausarbeitung des Verfassungsentwurfs zuständig war. Iotti war somit eine der Mütter der republikanischen Verfassung. 1948 zog sie erstmals in die Abgeordnetenkammer ein, der sie bis zu ihrem Tod 1999 angehörte. Von 1979 bis 1992 war sie Präsidentin der Abgeordnetenkammer und damit die erste Frau im dritthöchsten Staatsamt (nach dem Staatspräsidenten und dem Senatspräsidenten).
1979 wurde sie zum Mitglied des Europäischen Parlamentes und gehörte diesem bis zum Ende der 1. Wahlperiode 1984 an.
Iotti war eine enge Mitarbeiterin und – von 1946 bis zu dessen Tod im Jahr 1964 – Lebensgefährtin von Palmiro Togliatti, dem langjährigen Generalsekretär der PCI (obwohl dieser mit Rita Montagnana verheiratet war). Iotti war Mitglied des Zentralkomitees der PCI. Sie machte 1991 die mehrheitliche Abkehr der Partei vom Kommunismus mit und gehörte anschließend der Partito Democratico della Sinistra (Demokratische Linkspartei) an.
Zwanzig Jahre nach ihrem Tod wurde die Bibliothek der Abgeordnetenkammer nach Nilde Iotti benannt. Sie hatte seinerzeit die Öffnung der Bibliothek für die Allgemeinheit und die Verlegung in einen renovierten Gebäudekomplex in der Via del Seminario verfügt. Dort bildet sie zusammen mit der nach Giovanni Spadolini benannten Senatsbibliothek den sogenannten Polo bibliotecario parlamentare und ist damit Teil einer der weltweit größten Parlamentsbibliotheken.